# Apantesis nais
Apantesis nais är en fjärilsart som beskrevs av Dru Drury 1773. Apantesis nais ingår i släktet Apantesis och familjen björnspinnare. Inga underarter finns listade i Catalogue of Life.